# هفت روانی
هفت روانی (انگلیسی: Seven Psychopaths) فیلمی در ژانر کمدی سیاه به کارگردانی مارتین مک‌دونا است که در سال ۲۰۱۲ منتشر شد.

## خلاصه داستان
مارتین یک فیلم‌نامه‌نویس الکلی، در تلاش است تا فیلم‌نامه جدیدش با نام «هفت روانی» را به پایان برساند. او برای نوشتن این فیلم‌نامه نیاز به طراحی شخصیت هفت بیمار روانی دارد. بیلی دوست صمیمی مارتین یک بازیگر ناموفق است و با دزدیدن سگ‌ها و دریافت مژدگانی (به همراه دوستش هانس، که یک مسیحی معتقد است) گذران زندگی می‌کند. بیلی به شدت علاقه‌مند است که در مسیر نوشتن فیلم‌نامه «هفت روانی» به مارتین کمک کند. به همین دلیل خبری را در روزنامه به مارتین نشان می‌دهد در مورد قاتل زنجیره‌ای که تنها اعضای ارشد مافیا را به قتل می‌رساند. از سوی دیگر بیلی و هانس یک سگ شیتزو به نام بانی را در پارک می‌دزدند. در حالی که این سگ متعلق به رئیس یک باند مافیایی به نام چارلی است که علاقه شدیدی به این سگ دارد…

## بازیگران
| بازیگر          | نقش    |
| --------------- | ------ |
| کالین فارل      | مارتین |
| سام راکول       | بیلی   |
| کریستوفر واکن   | هانس   |
| وودی هارلسون    | چارلی  |
| ابی کورنیش      | کایا   |
| تام ویتس        | زکری   |
| اولگا کوریلنکو  | آنجلا  |
| لیندا برایت کلی | مایرا  |
| آماندا وارن     | مگی    |